# III. třída okresu Zlín
III. třída okresu Zlín (též zvaná jako Okresní soutěž – okres Zlín) je 9. nejvyšší fotbalovou soutěží v republice.

## Vítězové

### III. třída okresu Zlín skupina A
| Ročník    | Vítězný tým                |
| --------- | -------------------------- |
| 2002/2003 | SK Jaroslavice             |
| 2003/2004 | SK Paseky Zlín             |
| 2004/2005 | FC Viktoria Otrokovice „B“ |
| 2005/2006 | TJ Sokol Pohořelice        |
| 2006/2007 | TJ FS Napajedla „B“        |
| 2007/2008 | SK Březnice                |
| 2008/2009 | TJ Kašava                  |
| 2009/2010 | TJ Sokol Veselá            |
| 2010/2011 | TJ Sokol Bratřejov         |
| 2011/2012 | TJ Sokol Lípa              |
| 2012/2013 | FK Mladcová „B“            |
| 2013/2014 | FC Fryšták „B“             |
| 2014/2015 | TJ Sokol Mysločovice       |
| 2015/2016 | SK Louky                   |
| 2016/2017 | FC Kostelec                |
| 2017/2018 | FC Slušovice „B“           |
| 2018/2019 |                            |

### III. třída okresu Zlín skupina B
| Ročník    | Vítězný tým                  |
| --------- | ---------------------------- |
| 2002/2003 | TJ Spartak Valašské Klobouky |
| 2003/2004 | TJ Kašava                    |
| 2004/2005 | FC Březůvky                  |
| 2005/2006 | SK Jaroslavice               |
| 2006/2007 | TJ Tatran Biskupice          |
| 2007/2008 | FK Štípa                     |
| 2007/2009 | SK Šanov                     |
| 2009/2010 | TJ Vysoké Pole               |
| 2010/2011 | SK Újezd                     |
| 2011/2012 | TJ Sokol Nevšová             |
| 2012/2013 | TJ Sokol Návojná             |
| 2013/2014 | SK Slopné                    |
| 2014/2015 | TJ Rokytnice                 |
| 2015/2016 | FK Příluky „B“               |
| 2016/2017 | SK Pozlovice                 |
| 2017/2018 | SK Slopné                    |
| 2018/2019 |                              |

### III. třída okresu Zlín skupina C
| Ročník    | Vítězný tým         |
| --------- | ------------------- |
| 2003/2004 | FC TVD Slavičín „B“ |
| 2004/2005 | TJ Rokytnice        |
| 2005/2006 | TJ Sokol Návojná    |
| 2006/2007 | SK Šanov            |
| 2007/2008 | TJ Dolní Lhota      |